# توي (أغنية)
توي (بالإنجليزية: Toy)(بالعبري: טוי) هي أغنية سجلتها المغنية الإسرائيلية نيتا, وتقديم إسرائيلي في مسابقة الأغنية الأوروبية 2018. تم إصدار الأغنية في 11 أيار 2018 بالإضافة إلى فيديو كليب رسمي، وقد تم تسريب الأغنية عبر الإنترنت قبل يوم من الإصدار الرسمي. وفازت الأغنية بجائزة مسابقة الأغنية الأوروبية 2018 برصيد 529 نقطة.وفقا لمخططات مبيعات الفردي الرسمي، وصلت الأغنية إلى القمة في إسرائيل.

## الكلمات
كلمات الأغنية هي في الغالب باللغة الإنجليزية، بإستثناء العبارة العبرية אני לא בובה ( آني لو بوبا "أنا لست لعبة"), والكلمة العامية סטפה (ستيفا "كومة من الأوراق النقدية"). كما تستخدم الكلمة اليابانية バカ (باكا "غبي") على نطاق واسع.